# Cantonul Laurière
Cantonul Laurière este un canton din arondismentul Limoges, departamentul Haute-Vienne, regiunea Limousin, Franța.

## Comune
| Comune                    | Populație (1999) | Cod poștal | Cod INSEE |
| ------------------------- | ---------------- | ---------- | --------- |
| Bersac-sur-Rivalier       | 622              | 87370      | 87013     |
| Jabreilles-les-Bordes     | 270              | 87370      | 87076     |
| La Jonchère-Saint-Maurice | 802              | 87340      | 87079     |
| Laurière                  | 573              | 87370      | 87083     |
| Saint-Léger-la-Montagne   | 306              | 87340      | 87159     |
| Saint-Sulpice-Laurière    | 866              | 87370      | 87181     |